# Live à l'Acte 3
Albums de Nuno Resende
Interlude musical
(2013)
Live à l'Acte 3 est un DVD de Nuno Resende. C'est l'enregistrement en public d'un concert qui a eu lieu le 29 novembre 2013 à l'Acte 3 à Braine-l'Alleud en Belgique.

## Contexte
Nuno Resende interprète des standards de la chanson française et internationale. Certains titres sont des extraits de comédies musicales.

## DVD 1:Les comédies musicales
1. Intro
2. Le temps des cathédrales, extrait de Les Dix commandements
3. SOS d’un terrien en détresse, extrait de Starmania
4. Les Rois du monde, extrait de Roméo et Juliette, de la haine à l'amour
5. L’assassymphonie, extrait de Mozart, l'opéra rock
6. Ma bataille avec Raf Legrand, extrait d' Adam et Ève : La Seconde Chance
7. L'Envie d'aimer, extrait de Les Dix commandements
8. Fuck You de Lily Allen
9. Medley de Grease avec Megan Giart

## DVD 2
1. Footloose de Kenny Loggins
2. Faith de George Michael
3. Just the Two of Us de Grover Washington, Jr.
4. This love de Maroon 5
5. Creep de Radiohead
6. Calling You de Jevetta Steele (avec Virginie Fragapane)
7. Roxanne de The Police
8. Take on Me de A-ha
9. Time Is Running Out de Muse
10. Show Must Go On de Queen (avec Noémie Jacqmin)
11. It’s Only Love de Bryan Adams (avec Alexandra Mamacita)
12. I Got You (I Feel Good) de James Brown
13. I'm So Excited de The Pointer Sisters (avec Pauline Albert)

## Musiciens
- Nico d'Avell (batterie)
- Youri De Groote (guitare)
- Sébastien Janssens (claviers)
- Johan Barra (guitare)
- Vincent Denayer (basse)
- Noemie Jacqmin (choriste)
- Pauline Albert (choriste)